# Uitademing
Uitademing, ook wel expiratie, is de beweging van lucht uit de bronchiën van de longen door de luchtpijp en de neus of de mond naar buiten. De uitademing volgt op de inademing.
De uitgeademde lucht is rijk aan koolstofdioxide, een afvalproduct van celademhaling, en heeft een verminderde hoeveelheid zuurstof. Bij de mens verandert het percentage bestanddelen van lucht van inademen naar uitademen als volgt:
| Bestanddeel | Droge lucht | Uitgeademde lucht |
| ----------- | ----------- | ----------------- |
| dizuurstof  | 21%         | 16%               |
| kooldioxide | 0,03%       | 4%                |
| distikstof  | 78%         | 78%               |
| argon       | 1%          | 1%                |